# 오마르 시보리
엔리케 오마르 시보리(이탈리아어: Enrique Omar Sívori, 스페인어: Enrique Omar Sívori, 1935년 10월 2일 ~ 2005년 2월 17일)는 아르헨티나와 이탈리아의 전직 축구 선수 겸 감독으로, 선수 시절 포지션은 스트라이커였다.

## 경력

### 클럽
1954년 리버 플레이트에 입단하면서 데뷔했으며 팀의 프리메라 디비시온 아르헨티나 3회 연속 우승(1955년, 1956년, 1957년)에 공헌했다. 1957년 이적료 10,000,000 아르헨티나 페소(91,000 영국 파운드와 같은 값이었으며 당시 세계 최고의 이적료를 기록하였음)와 함께 이탈리아의 유벤투스로 이적했으며 유벤투스 소속으로 뛰는 동안 팀의 세리에 A 3회 우승(1958년, 1960년, 1961년)과 코파 이탈리아 2회 우승(1959년, 1960년), 코파 델레 알피 1회 우승(1963년)에 공헌했다. 1959-60 시즌에서 27득점을 기록하면서 세리에 A 득점왕에 올랐고 1961년 발롱도르를 수상했다. 1965년부터 1969년 현역 은퇴할 때까지 SSC 나폴리 소속으로 뛰었고 팀의 코파 델레 알피 1회 우승(1966년)에 공헌했다.

### 국가대표
1956년부터 1957년까지 아르헨티나 대표팀에서 뛰었고 1957년 아르헨티나의 코파 아메리카 우승에 공헌했다. 1961년부터 1962년까지 이탈리아 대표팀에서 뛰었고 1962년 FIFA 월드컵에서 이탈리아 대표로 출전했다.

### 감독
1969년 현역 은퇴한 이후부터 아르헨티나의 축구 클럽(리버 플레이트, 로사리오 센트랄, 에스투디안테스 데 라플라타, 라싱 클루브, 벨레스 사르스필드)에서 감독을 맡았고 1972년부터 1973년까지 아르헨티나 대표팀 감독을 맡았다. 아르헨티나 대표팀 감독 시절 우발도 피욜 선수를 처음으로 아르헨티나 대표팀에 발탁했는데 피욜은 훗날 아르헨티나 대표팀에서 주전 골키퍼로 뛰게 된다.
2004년 3월 펠레가 선정한 현존하는 최고의 축구 선수 목록인 FIFA 100에 선정되었으며 2005년 2월 17일 췌장암으로 인해 향년 69세를 일기로 사망했다.

## 수상

### 클럽
리버 플레이트
- 프리메라 디비시온 아르헨티나 3회 우승 (1955년, 1956년, 1957년)

유벤투스
- 세리에 A 3회 우승 (1958년, 1960년, 1961년)
- 코파 이탈리아 2회 우승 (1959년, 1960년)
- 코파 델레 알피 1회 우승 (1963년)

SSC 나폴리
- 코파 델레 알피 1회 우승 (1966년)

### 국가대표
아르헨티나
- 1957년 코파 아메리카 우승

### 개인
- 1960년 세리에 A 득점왕 수상 (27득점)
- 1961년 발롱도르 수상